# Barone Culloden

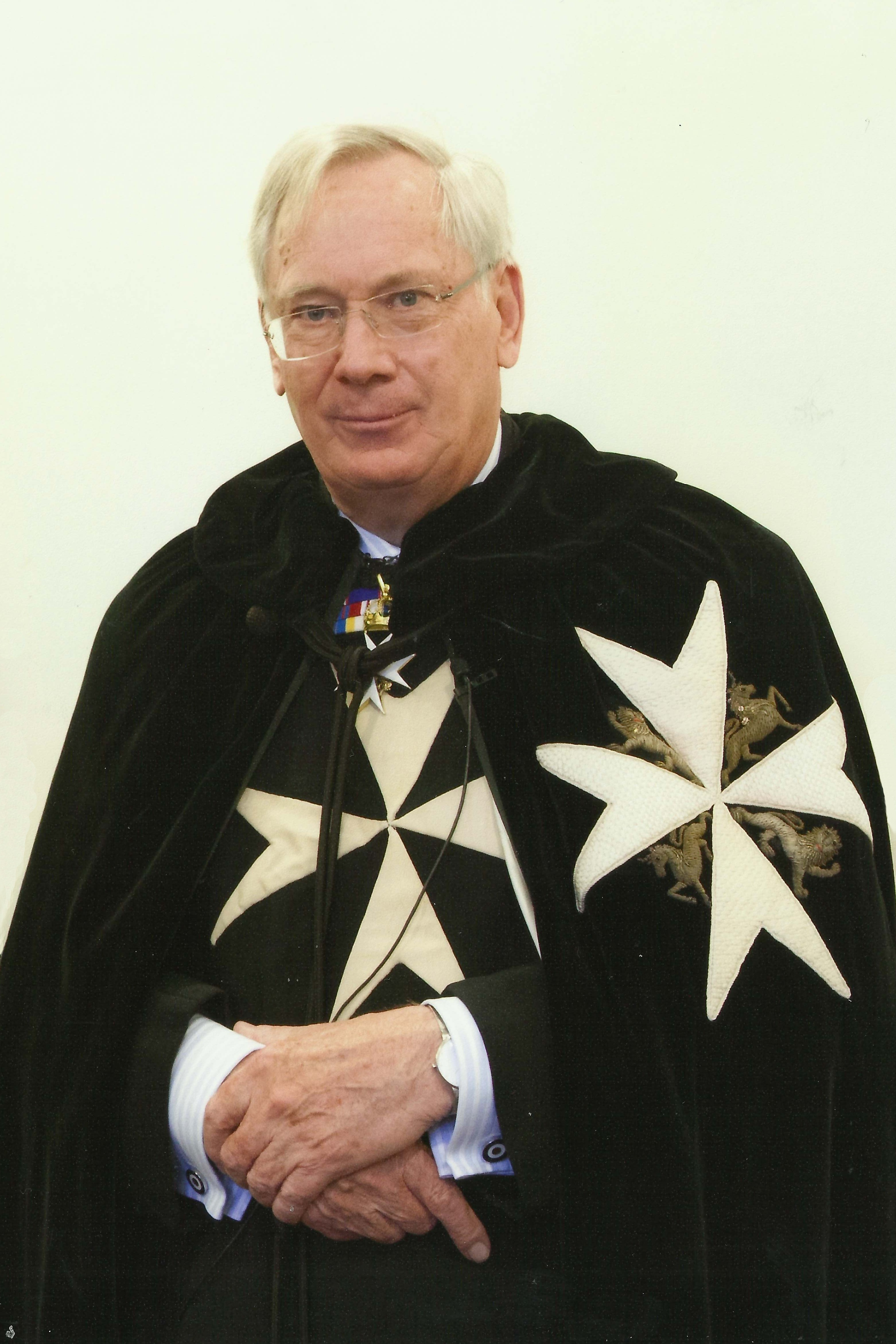
S.A.R. il principe Richard, duca di Gloucester, l'attuale barone Culloden, come Gran Priore del Venerabile Ordine di San Giovanni nel 2016

Il barone Culloden è un titolo che è stato creato due volte, entrambe le volte per i membri della famiglia reale britannica e prende il nome da Culloden  nei pressi di Inverness. Il suo uso continuò la tradizione di assegnare ai membri della famiglia reale i titoli per ciascuno dei tre regni che componevano il Regno Unito: Inghilterra, Scozia e Irlanda.
La prima creazione fu il 27 novembre 1801 per il principe Adolfo Federico, settimo figlio maschio di Giorgio III del Regno Unito, creato duca di Cambridge, conte di Tipperary e barone Culloden fra i pari del Regno Unito. Il titolo si estinse il 17 marzo 1904 con la morte di suo figlio, il principeGiorgio, il secondo detentore.
La seconda creazione fu il 31 marzo 1928 per il principe Henry, terzo figlio maschio di Giorgio V del Regno Unito, creato duca di Gloucester, conte di Ulster e barone Culloden, nuovamente fra i pari del Regno Unito. Il titolo, attualmente, è detenuto fa suo figlio, il principe Richard, il secondo duca, ed è utilizzato come titolo di cortesia dal nipote, Xan Windsor, Lord Culloden, figlio di Alexander Windsor, conte di Ulster.

## Barone Culloden, prima creazione (1801)
- vedi Duca di Cambridge

## Barone Culloden, seconda creazione (1928)
- vedi Duca di Gloucester